# Африканска жаба бик
Африканска жаба бик (Pyxicephalus adspersus) е вид жаба от семейство Pyxicephalidae. Видът не е застрашен от изчезване.

## Разпространение
Разпространен е в Ангола, Ботсвана, Замбия, Зимбабве, Кения, Малави, Мозамбик, Намибия, Танзания и Южна Африка.
Регионално е изчезнал в Свазиленд.

## Описание
По време на размножителния период голям брой мъжки жаби се струпват на едно място и проявяват значителна агресия един към друг в стремежа си да заемат позиции в центъра на групата. Най-силните и най-големите индивиди извоюват своите места в средата и започват да издават звуци за привличане на женски. Мъжките пазят яйцата до излюпване на поповите лъжички, а след това полагат родителски грижи за тях. Междувременно изяждат известен брой от потомството си. При африканската жаба бик се наблюдава канибализъм както при младите, така и при възрастните индивиди. Този вид жаби са хищници и се хранят с всякакви животни, които могат да уловят – безгръбначни, влечуги, малки бозайници, дори птици. Дебнат плячката си полузаровени в почвата, оставяйки ноздрите си на повърхността. Много адаптивен вид, който е приспособен да оцелява в неблагоприятни условия, като изпада в хибернация.
Продължителността им на живот е около 45 години. Популацията на вида е намаляваща.